# Solanum blanco-galdosii
Solanum blanco-galdosii là loài thực vật có hoa trong họ Cà. Loài này được 7666+ miêu tả khoa học đầu tiên năm 1973.